# Kościół św. Marcina i św. Stanisława Biskupa w Rakoniewicach
Kościół pw. św. Marcina i św. Stanisława w Rakoniewicach – zabytkowa świątynia rzymskokatolicka w Rakoniewicach w Wielkopolsce. Należy do parafii św. Marcina i św. Stanisława Biskupa w Rakoniewicach.

## Historia i architektura
Zbudowana w latach 1797–1805 przez Ewę Zakrzewską, wdowę po kasztelanie santockim, dziedzicu Rakoniewic. W latach 1914–1915 (albo 1913–1917 albo 1917) kościół został przebudowany i powiększony według projektu architekta poznańskiego Rogera Sławskiego. Kościół został powiększony o prezbiterium, dwie zakrystie oraz nawę poprzeczną z dwoma ołtarzami.

## Wyposażenie
W ołtarzu znajduje się kopia obrazu Szymona Czechowicza z poznańskiej fary.